# Varciella apicalis
Varciella apicalis är en insektsart som beskrevs av Schmidt 1931. Varciella apicalis ingår i släktet Varciella och familjen Nogodinidae. Inga underarter finns listade i Catalogue of Life.